# Cicindela clypeata
Cicindela clypeata is een keversoort uit de familie van de loopkevers (Carabidae). De wetenschappelijke naam van de soort is voor het eerst geldig gepubliceerd in 1821 door Fischer von Waldheim.